# Boščinovići
Boščinovići (cyr. Бошчиновићи) – wieś w Czarnogórze, w gminie Pljevlja. W 2011 roku liczyła 107 mieszkańców.